# Das Ende der Arbeit
Dieser Artikel wurde auf der Qualitätssicherungsseite des Portals Soziologie eingetragen. Dies geschieht, um die Qualität der Artikel aus dem Themengebiet Soziologie auf ein akzeptables Niveau zu bringen. Hilf mit, die inhaltlichen Mängel dieses Artikels zu beseitigen, und beteilige dich an der Diskussion. (Artikel eintragen)

Begründung: Es fehlt wissenschaftliche Sekundärliteratur.  --Hannover86 (Diskussion) 12:37, 30. Apr. 2019 (CEST)
Das Ende der Arbeit (vollständiger Titel: Das Ende der Arbeit und ihre Zukunft, englischer Originaltitel: The End of Work: The Decline of the Global Labor Force and the Dawn of the Post-Market Era) ist ein 1995 erschienenes Buch des US-amerikanischen Ökonomen Jeremy Rifkin. Das Sachbuch war ein weltweiter Bestseller.

## Kernthesen
In seinem Werk prognostiziert Rifkin, dass sich die Arbeitslosigkeit in der gesamten Welt infolge der Automatisierung und Ausbreitung der Informationstechnologie massiv erhöhen würde. Insbesondere in den USA würden mehrere Millionen Arbeitsplätze in Herstellung, Einzelhandel, Landwirtschaft und Dienstleistungssektor durch die Digitale Revolution überflüssig werden.
So zeigt er anhand von Wirtschaftsdaten auf, dass sich diese Entwicklung in der Zukunft fortsetzen werde. Rifkin erwartete, dass bis 2010 nur noch 12 % der arbeitenden Menschen in der Industrieproduktion eingesetzt würden. Bis 2020 würden es nur noch 2 % sein.
Aus diesem Rückgang ergab sich für ihn auch die Frage nach der Bestreitung des Lebensunterhaltes bei den durch Rationalisierung und damit verbundene Prozesse nach seiner Ansicht überflüssig gewordenen Angestellten und Arbeitern. Er belegt, dass zwar in einigen Bereichen eine Aufwertung der Tätigkeit bei den Betroffenen Abhilfe bringen kann, dies aber in der Regel nur bei einer Minderheit der alten Belegschaft im Falle einer konkreten Umstrukturierung den gewünschten Effekt zeige. Ein Großteil der Betroffenen finde sich in der Langzeitarbeitslosigkeit wieder.
Gleichzeitig mit dem Verfall der Marktwirtschaft, aber auch des öffentlichen Sektors, argumentiert Rifkin, würde ein dritter Sektor, der Nonprofit-Bereich, entstehen und sich etablieren: Freiwilligenbasierte, gemeinschaftsbezogene Dienstleistungs-Organisationen, die mit öffentlicher Unterstützung neue Arbeitsplätze schaffen, um etwa den Stadtverfall aufzuhalten oder gemeinnützige Arbeit zu verrichten. Rifkin sieht hier ein großes Potential.
Um diesen dritten Sektor zu finanzieren, schlägt Rifkin am Beispiel der USA vor, das Militärbudget nachhaltig zu reduzieren, eine Umsatzsteuer auf nicht lebensnotwendige Waren und Dienstleistungen zu erheben, sowie mit Geldern aus Bundes- und Länder-Haushalten ein bedingungsloses Grundeinkommen anstelle reiner „Wohlfahrts“-Leistungen zu finanzieren.

## Rezeption und Kritik
Im Zuge der Rezeption der englischen Originalausgabe war ein großer Kritikpunkt, Rifkins Beiträgen zum Diskurs um das Ende der Erwerbsarbeit liege ein Technikdeterminismus zugrunde, der die Chancen der technischen Entwicklung nicht ausreichend würdige. Der Philosoph Richard David Precht bezeichnete die Beschreibung des dritten Sektors als „Wunschdenken“.

## Ausgaben (Auswahl)
- The End of Work: Decline of the Global Labor Force and the Dawn of the Post-market Era. Putnam Publishing Group 1995
- Das Ende der Arbeit und ihre Zukunft, mit einem Nachwort von Martin Kempe. Aus dem Englischen von Thomas Steiner. Campus-Verlag Frankfurt am Main 1995
- Das Ende der Arbeit und ihre Zukunft: neue Konzepte für das 21. Jahrhundert. Fischer Taschenbuch, Frankfurt am Main 2005, ISBN 978-3-596-16971-9.

## Rezensionen
- Renard Teipelke: Buchrezension zu Jeremy Rifkin "Das Ende der Arbeit (und ihre Zukunft)". GRIN, München 2009, ISBN 978-3-640-31430-0.